# Kamienica przy ulicy Józefa Dietla 39 w Krakowie
Kamienica przy ulicy Józefa Dietla 39 – zabytkowa kamienica znajdująca się w Krakowie, w dzielnicy I przy ulicy Józefa Dietla, na Kazimierzu.
Kamienica została wzniesiona w 1887 roku według projektu architekta Leopolda Tlachny. W 1924 roku budynek został przebudowany według projektu Edmunda Oraczewskiego. W 1976 roku odbył się remont budynku.
4 lipca 1988 kamienica została wpisana do rejestru zabytków. Znajduje się także w gminnej ewidencji zabytków.